# Кратер Садбері
46°36′00″ пн. ш. 81°11′00″ зх. д. / 46.6° пн. ш. 81.183333333333° зх. д.
Садбері (Sudbury) — метеоритний кратер у Канаді.
Сформувався внаслідок падіння комети діаметром 10 км 1,85 млрд років тому. Удар створив кратер діаметром близько 130 км. Це третій за величиною метеоритний кратер на Землі. Подальші геологічні процеси надали кратеру овальної форми та збільшили його розмір до 248 км. По периметру кратера знайдено великі поклади нікелевої й мідної руди.

## Суперечки про походження
Наприкінці 1970-х років геологи не були впевнені, що кратер має метеоритне походження. Область падіння (на той час) була вулканічно активною й деякі вулканічні структури можуть нагадувати сліди зіткнення з метеоритом.